# 南カリフォルニア鉄道博物館
南カリフォルニア鉄道博物館（みなみカリフォルニアてつどうはくぶつかん、英語:Southern California Railway Museum; SCRM、報告記号:OERX）は、アメリカ合衆国カリフォルニア州にある鉄道博物館である。敷地内には保存鉄道も存在する。
1956年にロサンゼルスのグリフィスパークで設立され、1958年にピナケート駅跡に「オレンジ・エンパイアトロリー博物館」として移転した。1975年には「カリフォルニアサザン鉄道博物館」（California Southern Railroad Museum）と合併して「オレンジ・エンパイア鉄道博物館」に改称し、2019年に現在の名前となった。
京都市電のN電（狭軌1形電車）が譲渡・保存されていることから、旧名称時代から日本の鉄道ファンの間でも知られている。

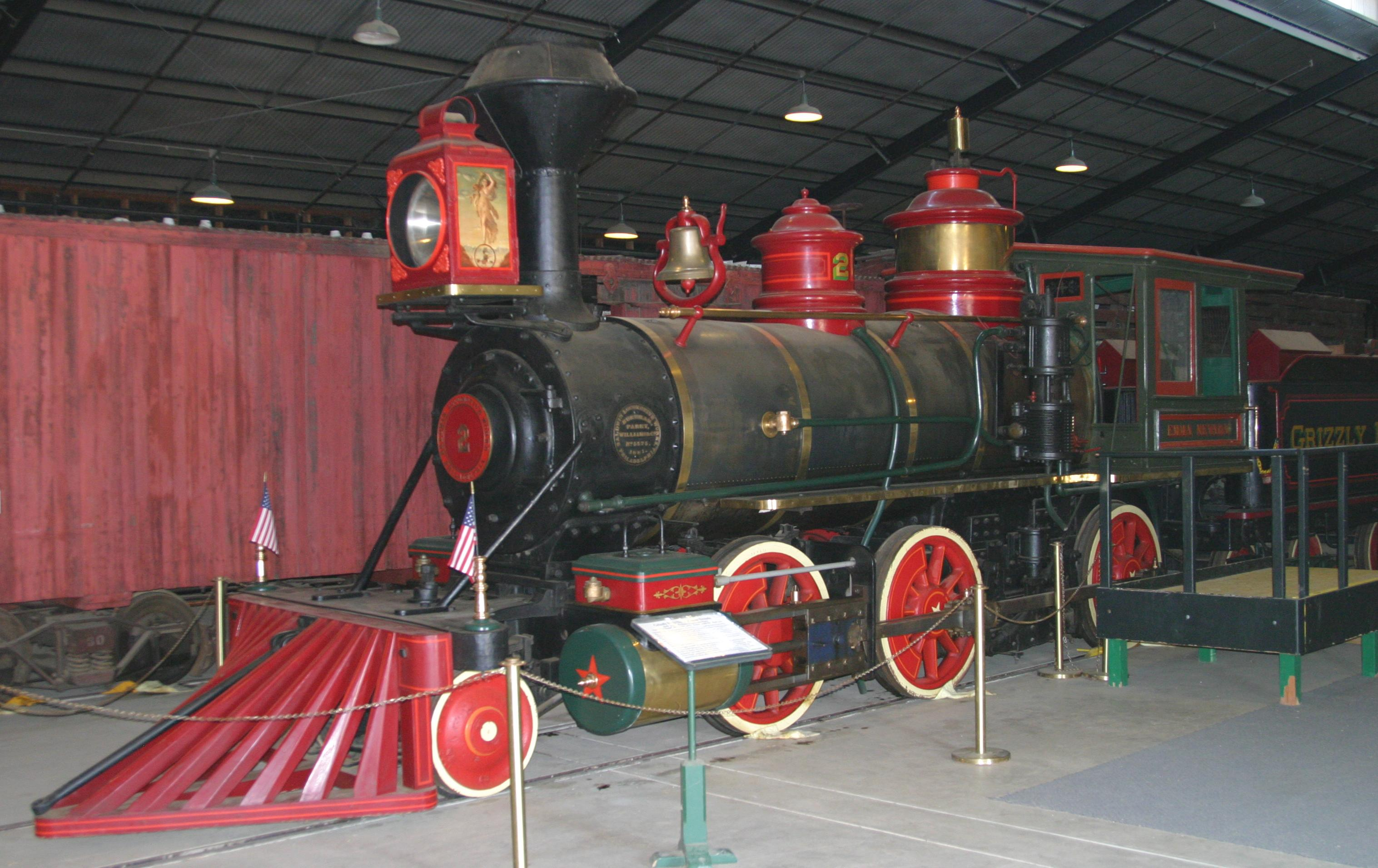
エマ・ネバダ
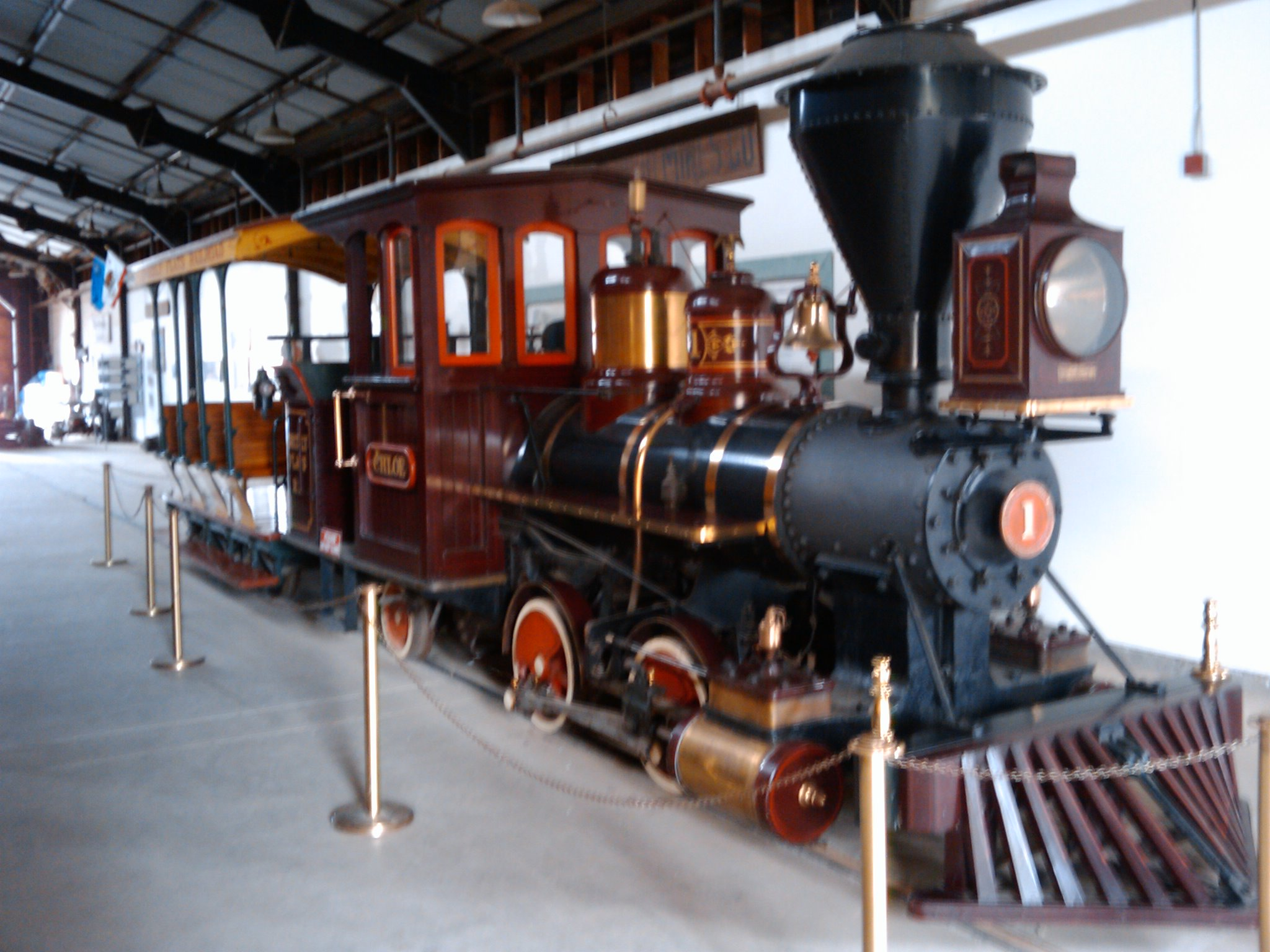
クロエ
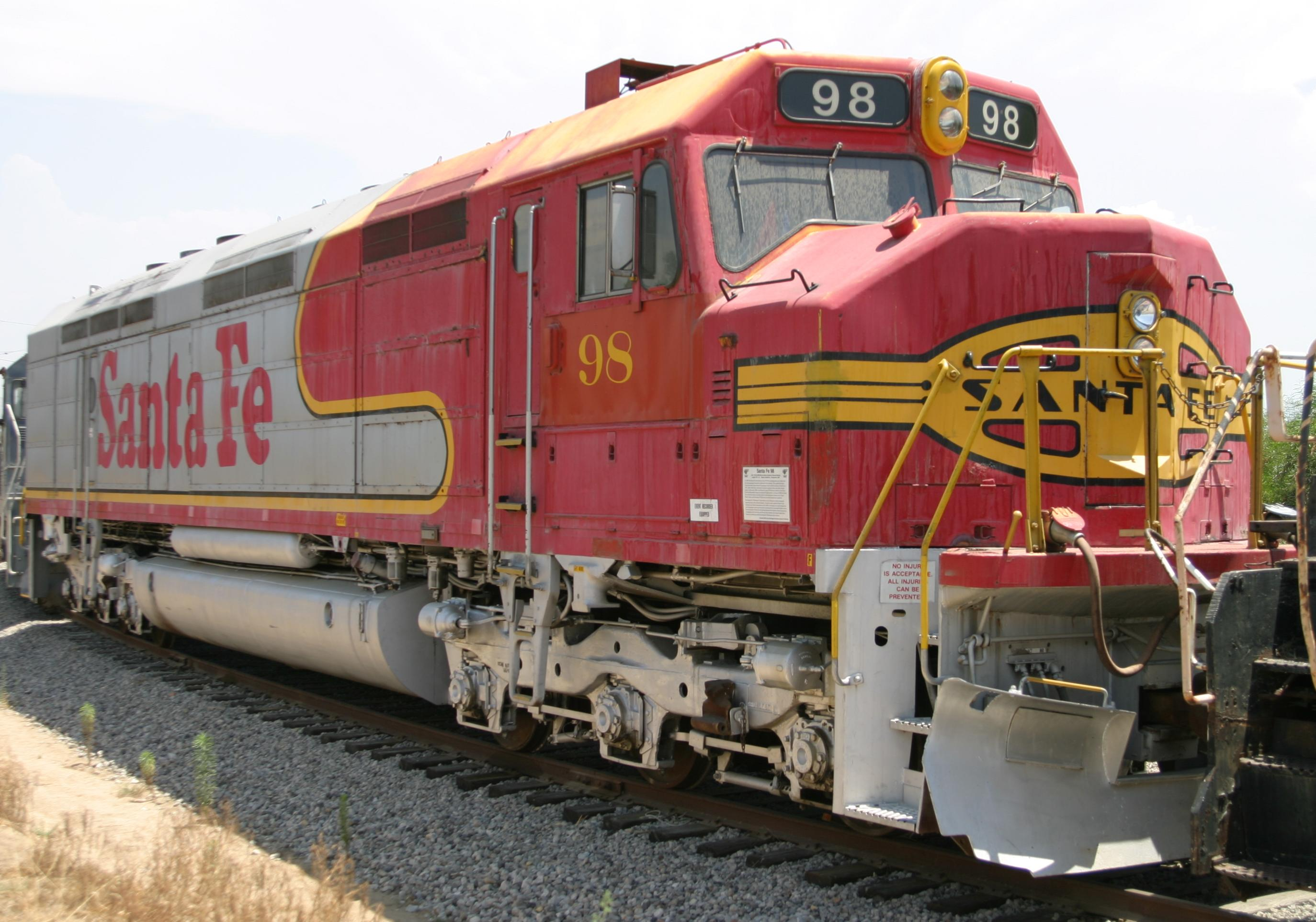
ATSF 98号機
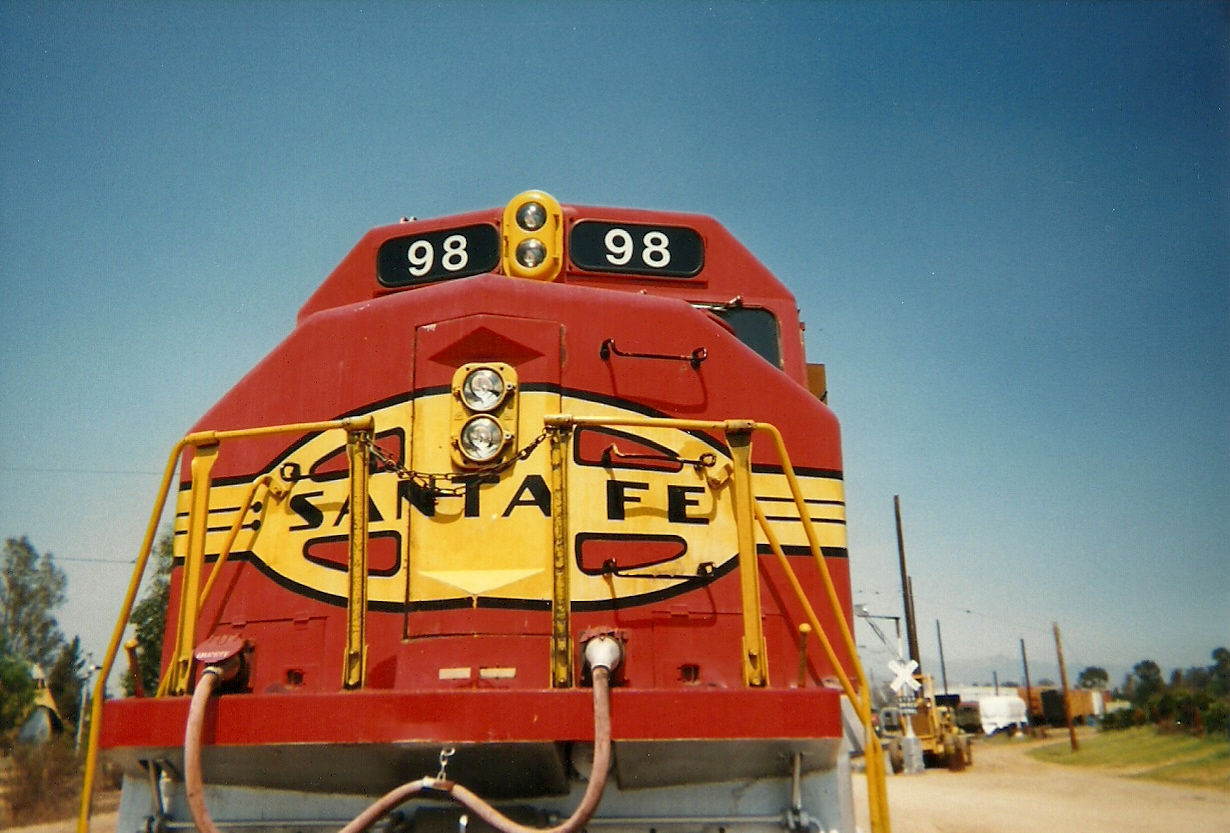
ATSF98の正面
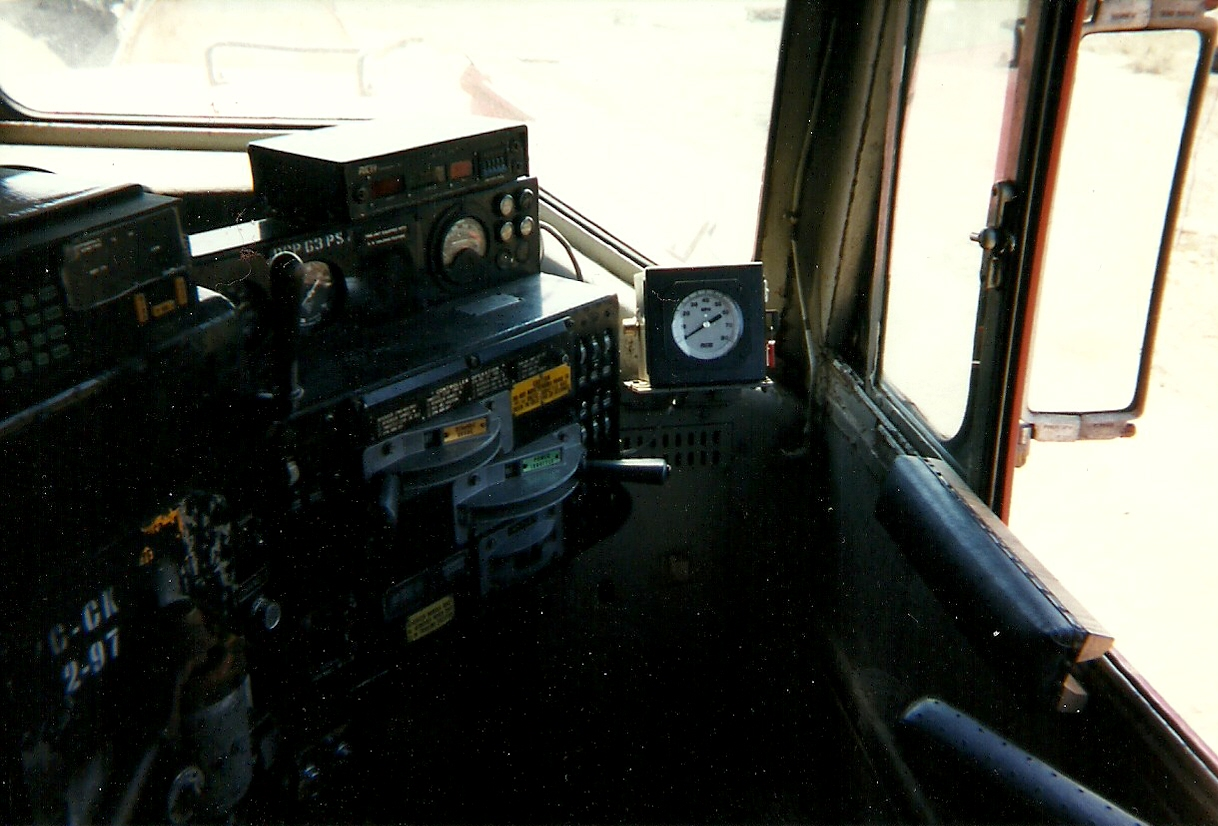
ATSF98の運転席
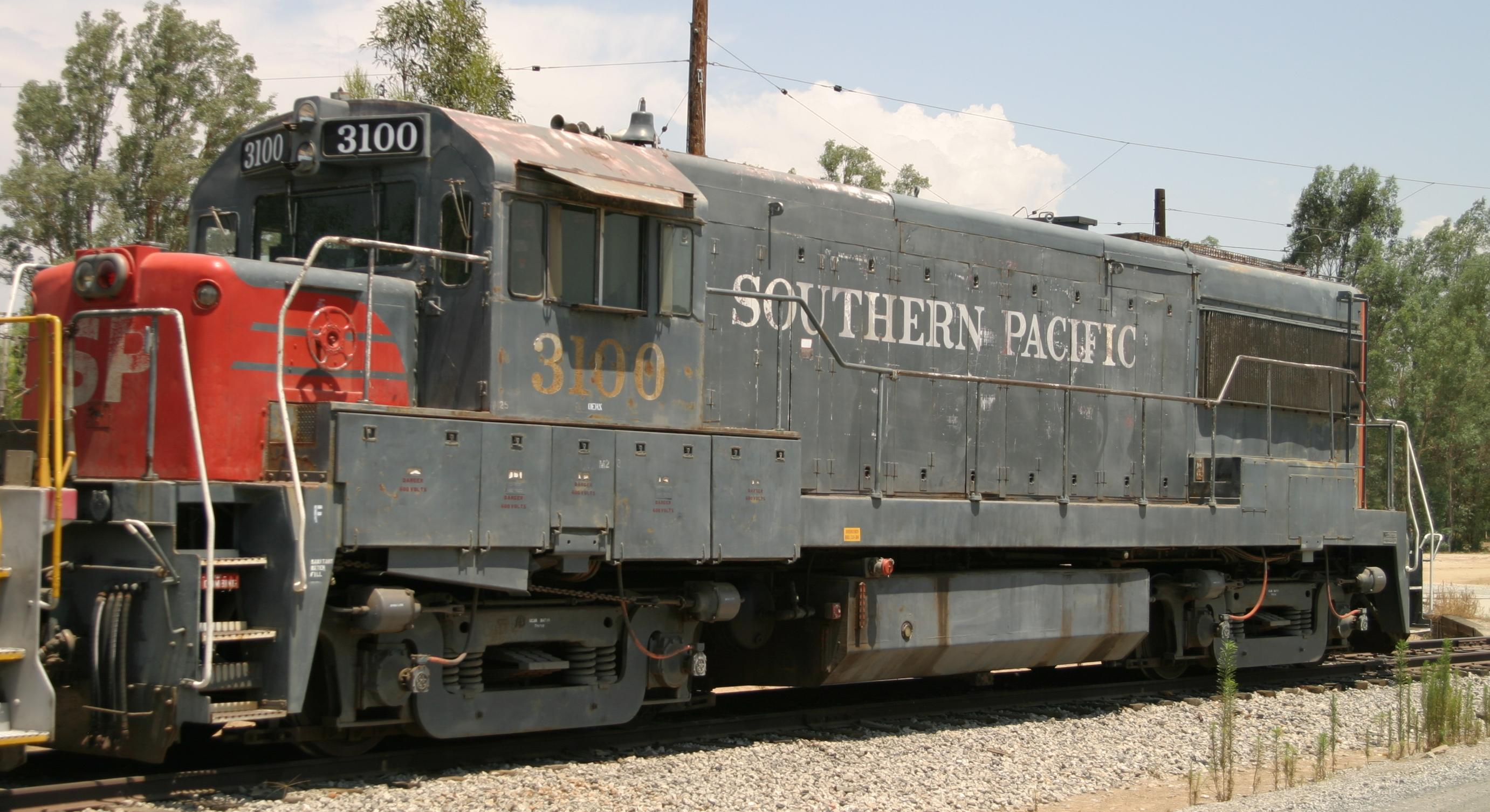
サザンパシフィック鉄道ディーゼル機関車3100号機
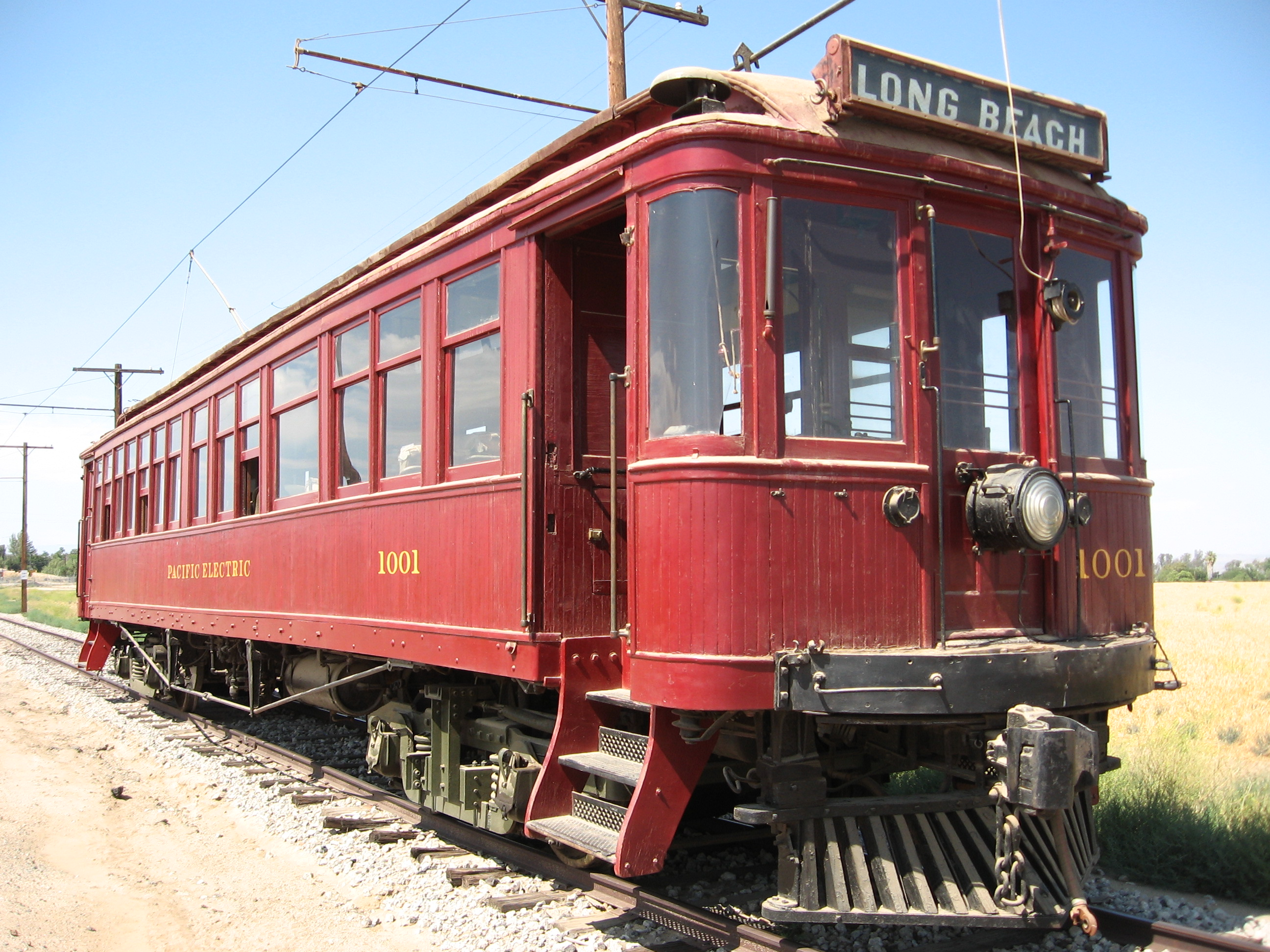
パシフィック電鉄1001号車
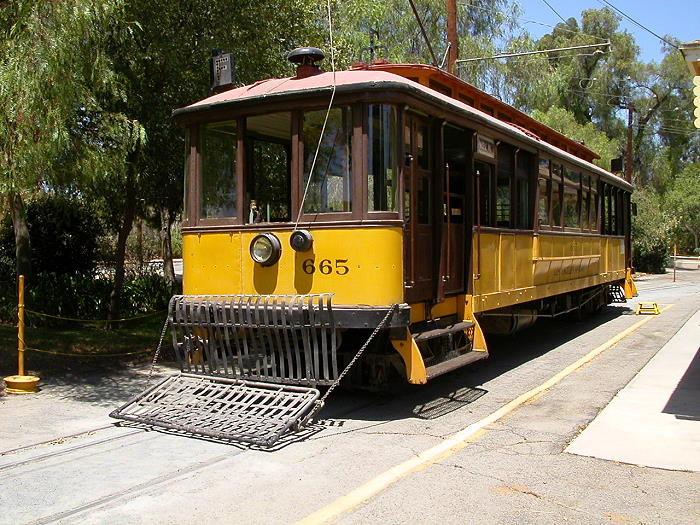
「カリフォルニア」
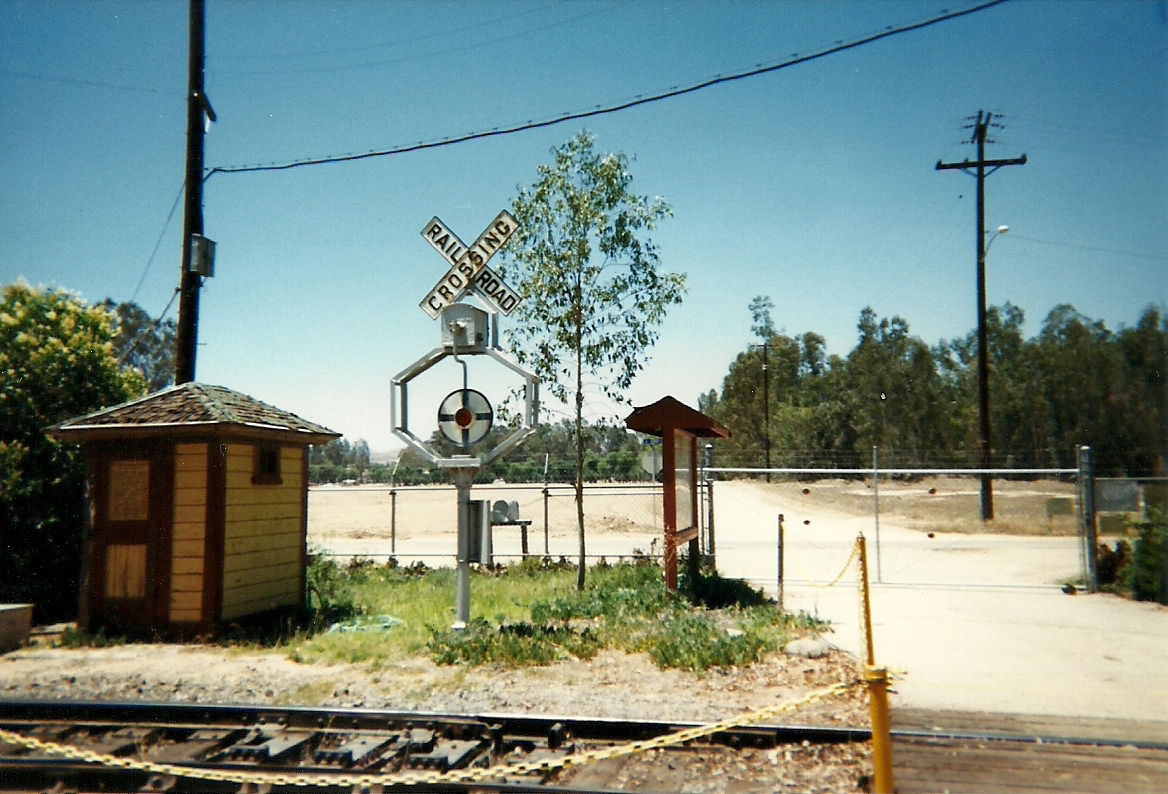
正面玄関の「ピーチバスケット」踏切警報機
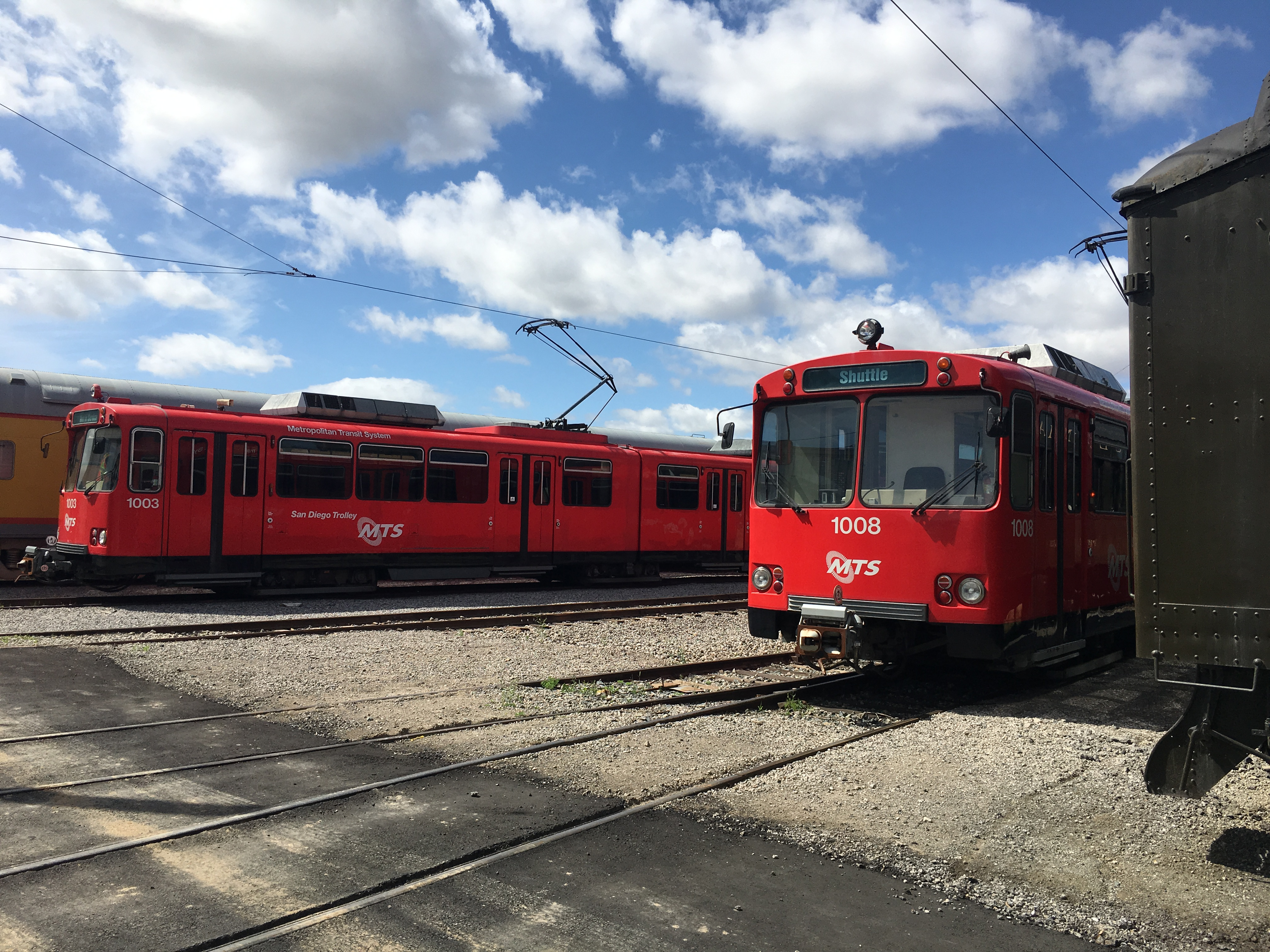
サンディエゴトロリーU2系1008および1003号車

## アクセス
- ロサンゼルスユニオン駅からメトロリンク91線にてペリスダウンタウン駅下車徒歩35分。博物館訪問に使える列車は平日1往復のみ。ユニオン駅7時30分発、ペリスダウンタウン駅15時01分発。
  - 近隣の街であり比較的本数の多いサンバーナディーノまでのメトロリンク路線を利用し、Uberなどのライドシェアやタクシーに乗り継ぐ方法もある（約29マイル;46km）。
- ロサンゼルス・ダウンタウンからメトロバス460系統で終点のディズニーランドでリバーサイド交通局バス200系統に乗り換え、GALLERIA AT TYLERで27系統に乗り換え終点のペリスダウンタウン駅下車。